# Saint-Félix (Charente)
Saint-Félix – miejscowość i gmina we Francji, w regionie Nowa Akwitania, w departamencie Charente.
Według danych na rok 1990 gminę zamieszkiwało 118 osób, a gęstość zaludnienia wynosiła 15 osób/km² (wśród 1467 gmin regionu Poitou-Charentes, Saint-Félix plasuje się na 875. miejscu pod względem liczby ludności, natomiast pod względem powierzchni na miejscu 946.).